# Ralph McQuarrie
Ralph McQuarrie (Gary, 13 giugno 1929 – Berkeley, 3 marzo 2012) è stato un artista e illustratore statunitense.
Concept artist e illustratore, ha lavorato sulla trilogia originale di Guerre stellari, la serie televisiva di Galactica, E.T. l'extra-terrestre e Cocoon, l'energia dell'universo, grazie al quale ha vinto un premio Oscar.

## Biografia
Nato a Gary nell'Indiana, e trasferitosi verso gli anni sessanta in California. Inizialmente aveva lavorato come illustratore per la Boeing Company, nonché la progettazione di manifesti e animazioni del programma spaziale Apollo. Mentre era lì, venne chiamato da Hal Barwood per produrre alcune illustrazioni per il progetto di un film che lui e Matthew Robbins stavano per iniziare.

### Carriera
Impressionato dal suo lavoro, il regista George Lucas si incontrò con lui per discutere i suoi piani per un film fantasy-spaziale. Molti anni dopo nel 1975, Lucas commissionò a McQuarrie delle illustrazioni per presentare il progetto di Guerre stellari ai produttori. Una volta dato il via libera al film, McQuarrie venne ingaggiato da Lucas e diede vita visivamente a personaggi come Dart Fener, Chewbecca, R2-D2 e C-3PO, nonché a molti dei set presenti nella pellicola.
Neil Kandricks del The San Diego Union-Tribune affermò: "detiene una posizione unica quando si tratta di definire gran parte dell'aspetto dell'universo di Star Wars", mentre McQuarrie fece notare: "Pensavo di avere il miglior lavoro che un artista abbia mai avuto su un film, e non avevo mai lavorato su un film, ho ancora le lettere dei fan, persone che chiedono se ho lavorato su Episode I o semplicemente che erano desiderosi di avere il mio autografo". McQuarrie mantenne l'incaricò di conceptual designer anche per i due sequel che uscirono: L'Impero colpisce ancora e Il ritorno dello Jedi.
Recitò nel ruolo del Generale McQuarrie in Star Wars: Episodio V - L'Impero colpisce ancora, ma non fu accreditato.
Dopo il successo di Star Wars, McQuarrie disegnò la nave aliena nel film di Steven Spielberg Incontri ravvicinati del terzo tipo (Close Encounters of the Third Kind) e anche di E.T. l'extra-terrestre (E.T. the Extra-Terrestrial), mentre fu conceptual artist del film Cocoon, per il quale ricevette un Premio Oscar. Ha lavorato nel 1978 anche nella serie televisiva Battlestar Galactica e nei film I predatori dell'arca perduta (Raiders of the Lost Ark), Star Trek IV: Rotta verso la Terra (Star Trek IV: The Voyage Home) e Jurassic Park.

### Ritiro e morte
Rick McCallum offrì a McQuarrie un ruolo come disegnatore per il prequel della trilogia di Star Wars ma questi rifiutò; l'incarico venne quindi assegnato all'animatore dell'Industrial Light & Magic Doug Chiang. Dopo il suo ritiro, i suoi lavori inerenti alla saga di Star Wars sono stati esposti in vari musei.
Muore all'età di 82 anni il 3 marzo 2012 nella sua casa a Berkeley, California, lasciando la moglie Joan. Lucas dopo la morte di McQuarrie commentò: «Il suo contributo geniale, sotto forma di dipinti, è ineguagliabile, ha spinto e ispirato tutto il cast e la troupe della trilogia originale di Guerre stellari. Quando le parole non erano in grado di esprimere le mie idee, potevo sempre indicare una delle favolose illustrazioni di Ralph dicendo: "Mi piace questo"».

## Filmografia
- Back to the Future The Ride (1991) (conceptual artist)
- Miracolo sull'8ª strada (1987) (conceptual artist)
- Rotta verso la Terra (1986) (consulente degli effetti visivi)
- Cocoon - L'energia dell'universo (1985) (conceptual artist)
- Guerre stellari - Il ritorno dello Jedi (1983) (conceptual artist)
- E.T. l'extra-terrestre (1982) (scenic artist/designer di astronavi)
- I predatori dell'arca perduta (1981) (illustratore)
- Star Wars: Episodio V - L'Impero colpisce ancora (1980) (consulente del design e conceptual artist)
- The Star Wars Holiday Special (1978) (TV) (illustratore)
- Guerre stellari: Episodio IV - Una nuova speranza (1977) (illustratore)